# Йозеф Пелікан
Йозеф Пелікан (чеськ. Josef Pelikán) — чеський футболіст, що грав на позиції нападника.

## Футбольна кар'єра
Виступав у команді «Сміхов» (Прага), у складі якої двічі був володарем кубка милосердя у 1906 і 1907 роках.
У складі збірної Богемії зіграв один матч у 1907 році. 7 квітня у Будапешті Богемія, основу якої складали гравці «Сміхова», поступилась 2:5 збірній Угорщини, ведучи у рахунку після гола Пелікана на 9-й хвилині.